# PRIZMAX
PRIZMAX（プリズマックス）は、日本の男性ダンス&ボーカルユニット。旧名はPrizmaX。
スターダストプロモーション制作1部、同事務所の男性アーティスト集団EBiDANに所属していたグループである。2002年に結成し、メンバーの増員と脱退を繰り返しながら存続してきたが、2020年3月27日に解散した。2014年2月1日からの『PrizmaXaholic』ツアー頃からファンの呼称は「ホリック」。

## 概要
2002年、Sugar&Spiceに所属していた小学生以下の男子4人組ダンスユニット「Wonder☆Wown」として結成。スターダストプロモーションの定期ライブイベント出演やハロー!プロジェクトのツアーダンサーとして活動。
のちにPrizmaXと改名。メンバーの入れ替わりや増員、弟分「PrizmaX Jr.」の結成や合流などを経て、10人組「平均年齢14歳のダンスユニット」となる。代々木公園でのストリートライブを中心に活動。
2008年4月にメンバーの数名がNHK『みんなのうた』発のユニット「クリスタルズ」のCDに参加、11月には「クリスタルズ feat. PrizmaX」バージョンがCD化される。一方で同年からメンバーの脱退が相次ぐ。脱退ではなく活動休止（大半は受験など「学業に専念」という理由）としていたメンバーが復帰したケースはほとんどない。
2010年からオリジナル楽曲の制作を始める。7月、所属事務所の男性タレント集団EBiDAN（恵比寿学園男子部）にメンバーの一部が参加。
2011年、EBiDAN内のユニット結成オーディション・お披露目イベントでは既に活動中のPrizmaXのまま参加（4人組）。
2012年3月、2004年以来の3人組になるが所属事務所主宰以外の音楽イベントに定期的に参加開始。
2013年3月27日、活動休止中のメンバー2人が復帰し5人組としてシングル「Mysterious Eyes/GO!」でCDデビュー。
2014年、4thシングルのREBORNが週間シングルランキングで7位を獲得し、初のトップ10入りを果たした（インディーズチャート）。
2015年5月、ミャンマーで開催されたイベントに参加し初の海外公演を行う。
2018年6月、リーダーの黒川ティムが脱退し、4人組として活動を続ける。
2019年3月4日、オーディションを経て、新メンバーのケビン・森英寿・小川史記の3名が加入して7人組となり、グループ名をPRIZMAXに改めた。
2019年12月29日、福本有希が脱退し、6人組となる。
2020年3月27日、ラストライブ「PRIZMAX Live Level 0 〜FINAL〜」をもって解散した。

## メンバー
森崎ウィン
1990年8月20日生まれ。ミャンマー出身。メインボーカル。
2008年加入。日本語、ミャンマー語、英語が話せる。作曲を中心に作詞も担当。
2018年3月、スティーヴン・スピルバーグ監督作『レディ・プレイヤー1』で主要キャストに抜擢され、ハリウッドデビュー。
清水大樹
1991年7月31日生まれ。大阪府出身。リーダー、パフォーマー。
PrizmaX Jr.からのメンバー。ラップを自ら作り、担当している。フリースタイルラップを披露することもある。
風邪を引きやすい、金属アレルギーである、などと体が弱い一面も持つ。
グループ内のまとめ役であり、MCでは進行やツッコミなども担当している。
あだ名は「大ちゃん」
島田翼
1996年5月18日生まれ。神奈川県出身。パフォーマー。
PrizmaX Jr.からのメンバー。2013年に福本とともにサポートメンバーを経て再加入。ダンスのリーダー。
祖父がフランス人のクオーター。
あだ名は「つばちゃん」
ケビン
1997年7月12日生まれ。神奈川県出身。バックボーカル。
2019年に新メンバーオーディションを経て加入。
森英寿
1999年11月20日生まれ。東京都出身。バックボーカル。
2019年に新メンバーオーディションを経て加入。
小川史記
1994年11月21日生まれ。埼玉県出身。パフォーマー。
2019年に新メンバーオーディションを経て加入。

## 過去のメンバー
（「事務所」はすべてスターダストプロモーションを指す）
- ヒックリング亜多夢

Wonder☆Wownからのメンバー。2004年8月頃に脱退。
- 吉川昌孝

2005年末頃に活動休止・脱退。
- 冨浦智嗣

在籍時から個人でのテレビドラマ・映画の仕事が最も多く、2008年5月に脱退。以降は俳優として活動。
- 麻田健人

PrizmaX Jr.からのメンバー。
2008年5月に活動休止を発表。その後事務所を離籍。
- 根本レンキ

2008年に活動休止・脱退。
- 杉山仁

Wonder☆Wownからのメンバー。
大学受験を理由に2008年に活動休止。2010年8月のEBiDAN第一回公演には参加するものの、その後事務所を離籍。
- テイラー

Wonder☆Wownからのメンバーで、初期は「オリベット・テイラー」名義。
2009年9月に活動休止を発表。その後事務所を離籍。
- バーンズ勇気

PrizmaX Jr.からのメンバー。
2012年3月に「アメリカでダンスの勉強をする」と活動休止を発表。のちに事務所を離籍。
- 黒川ティム

PrizmaX 初期メンバー。
ボーカルとリーダーを担当していたが、2018年6月に脱退。
- 福本有希

1990年5月12日生まれ。北海道出身。パフォーマー。
2011年6月に「役者として自分を表現していきたい」と脱退を発表。
2013年に島田とともにサポートメンバーを経て再加入。
呼び名は「王子」、彼女は約30億人で「ハニー」と呼称する。
おバカタレントになるためにわざと答えを間違えやりにいってることが判明した。
2019年11月8日に、2019年12月29日の「PRIZMAX Live Level 9 ～CIRCUS WINTER EDITION～」公演をもって脱退および芸能界引退を発表した。

## 沿革
2002年
- 結成。メンバーは杉山仁、ティム・レビット（現・黒川ティム）、ティラー・オリベット（後のテイラー）、ヒックリング亜多夢（あだむ）の4名。
- SHIBUYA BOXXなどで行われていた事務所の定期イベント『MALE VOX』にオレンジプリズナーズ（山田孝之・田中幸太朗などが参加していた若手俳優ユニット）らとともに出演。

2003年
- 同年には既にPrizmaXと改名している。J-ポップカフェODAIBAで行われていた定期イベント『STREET ACTORS』に出演[8][9]。

2004年
- 『STREET ACTORS』の後継イベント『CLAP!』（Jamming Flowらが出演）に弟分「Pri-mini」とともに出演[10]。8月頃にヒックリングが脱退、3人組になる[4]。

2005年
- 冨浦智嗣・根本レンキ・福本有希・吉川昌孝が加入。
- 9月28日発売のマツリルカ&アリスのシングル「ラブ・リルカ」のPVにダンサーとして出演。同月30日放送のNHK『ポップジャム』にも出演した。
- 同年末頃に清水大樹・バーンズ勇気・麻田健人・島田翼が「PrizmaX Jr.」として加入。

2006年
- 吉川が脱退。以降2年半程メンバーの増減はなく、10人組として活動。活動の中心は『CLAP!』と代々木公園でのストリートライブ。メンバーの中に地方在住者が数名いたため、ライブに全員が揃わないことも多々あった。当時はオリジナル楽曲を持っておらず、「ラブ・リルカ」、ケツメイシ「さくら」、Backstreet Boys「Everybody」などを使用してパフォーマンスを披露していた。
- 01月18日、同日発売のマツリルカ&アリスのシングル「HUG 〜抱きしめてください〜」に黒川・テイラー・冨浦がラップで参加。
- 08月からGyaOにて映像ブログ『The PrizmaX Adventure』の配信を開始（2007年8月に終了）。
- 11月25日、『CLAP!』終了。

2007年
- 05月05日、『CLAP!』に継ぐ事務所ライブ『POWER BOXX』（原宿アストロホール）に出演（冨浦は不参加）。
- 08月22日、『POWER BOXX Vol.2』に出演（冨浦・根本は不参加）。

2008年
- 冨浦・根本が脱退、麻田・杉山が活動休止。別ユニット（DAKARA☆S!!）に所属していた森崎ウィンが新メンバーとして加入する。
- 04月01日、携帯版公式サイトが開設される。
- 04月23日、クリスタルズのシングル「CRYSTAL CHILDREN」が発売される。
- 05月、冨浦が脱退。麻田が活動休止を発表。
- 07月30日、『POWER BOXX Vol.3』に出演。
- 08月09日、下北沢GARDENで行われたイベント『クリスタルズ1万人化計画 クリスタルズと踊ろう!』に出演。
- 11月05日、クリスタルズ feat. PrizmaXのシングル「CRYSTAL CHILDREN 〜眩い未来へ〜」が発売される。
- 11月10日、大阪・大阪駅前でストリートライブを行う。同月から代々木公園での路上ライブが禁止となり、ストリートライブはこれ以降長期間行われていない。
- 12月30日、『POWER BOXX Vol.4』に出演。

2009年
- 02月22日、仙台・Zepp Sendaiで行われたライブ『ROCK'N ROLL COVER GIRLS IV』に出演。
- 09月、テイラーが活動休止を発表。
- 10月01日、PC版公式サイトが開設される。
- 10月03日、国立代々木競技場でのJBL公式戦ハーフタイムイベントに出演。

2010年
- 01月30日、『ROCK'N ROLL COVER GIRLS VI』に出演。
- 02月14日、国立代々木競技場でのJBL公式戦ハーフタイムイベントに出演
- 08月12日、EBiDANが本格的に始動。同月27日-29日開催の『恵比寿学園男子部』に福本と島田を除く4名が出演（福本は急病のため休演[11]）[12]。これ以降暫くは「EBiDANの一員」という括りになる。※島田は10月からEBiDANに参加[13]
- 08月20日、島田を除く5名が所属事務所の枠を超えた俳優集団NAKED BOYZの結成メンバーとなる。同年末付で福本以外の4名は脱退した[14]。
- 11月22日、『EBiDAN THE LIVE アフタースクール Vol.1』に出演。

2011年
- 06月04日、『EBiDAN THE LIVE アフタースクールvol.2』に出演（福本は不参加）。
- 06月13日、福本が脱退を発表。グループで初めて「卒業」という表現を用いた[6]。
- 06月25日、イベント『次世代アイドルお台場サミット in MEGA WEB』に出演。
- 07月08日、『EBiDAN THE LIVE アフタースクールvol.3』に出演。
- 08月21日、島田がブログの休止を発表[15]、同日以降活動も休止。
- 08月24日 - 29日、EBiDAN夏公演『嵐の臨海学校』に出演。「原宿分校」と称したストリートライブにも出演した。
- 09月01日、公式ブログをアメーバブログに移転。
- 10月16日、KDDIデザイニングスタジオで行われたライブ『原宿ミュージックジャンボリー vol.14』に出演。
- 12月25日、EBiDANのクリスマスイベント『ワンマンSHOW』に出演。

2012年
- 03月20日、『EBiDAN THE LIVE 春の陣』に出演（バーンズは不参加）。「これからは（黒川・森崎・清水の）3人で頑張っていく」と表明する[16]。
- 03月24日、バーンズが活動休止を発表[5]。
- 04月29日、ライブ『SWISH』に出演。以降2ヶ月に1度のペースで出演する。
- 05月04日、こどもの城で行われたイベントにゲスト出演。
- 05月12日、『EBiDAN THE LIVE 風林火山 応-WESTの乱』に出演。
- 07月19日、morph-tokyoで行われた『CANDY☆PANTS』に出演。以降、morph-tokyoでのライブに月1ペースで出演。
- 08月10日、よみうりランド・WAIでのイベントに出演。
- 09月02日、Shibuya O-WESTで行われたライブ『Catch the Wind』に出演。
- 09月08日、 aube shibuyaで行われたライブ『シロセ塾TV・笑っていいけど!! 1周年記念 〜MU送別会〜』に出演。
- 10月09日、渋谷Star loungeで行われたライブ『MINICOLLE'Vol.35』に出演。
- 11月03日・04日、東京タワー特設ステージで行われたライブ『東京タワーエンタメ祭 MUSIC CREATE in TOKYO TOWER』に出演。

2013年
- 02月09日、柏PALOOZAで行われたライブ『palooza 4th. Anniversary〜みなさんのおかげです〜』に出演。
- 02月23日、よこはまコスモワールドで行われたフリーライブにて、サポートメンバーとして出演した福本・島田の加入とインディーズからのCDデビューを発表[17]。
- 03月27日、インディーズデビューシングル「Mysterious Eyes/GO!」を発売。
- 10月23日、2ndシングル「Ready」発売。

2014年
- 03月12日、3rdシングル「take me」発売。
- 09月10日、4thシングル「REBORN」を発売。週間インディーズシングルランキングで7位となり、初のトップ10入りを果たした。
- 12月10日、冬のボーナス盤「FANTASISTA」発売。

2015年
- 05月15日・16日、Novotel Yangon Max Hotel ボールルームにて行われた『Gorgeous Japan（ゴージャスジャパン）』に出演。初の海外ライブとなる。
- 05月27日、5thシングル「OUR ZONE」発売。
- 09月21日-10月04日、渋谷「L.LovesR.」とのコラボレーションカフェを開催。
- 09月30日、6thシングル「Lonely summer days」発売。

2016年
- 04月06日、7thシングル「UP<UPBEAT」発売。
- 06月06日、森崎のハリウッド映画出演を発表。撮影の為に以降秋頃まで森崎以外の4人体制での活動を発表した。

2017年
- 03月29日、1stアルバム「Gradually」発売。
- 08月30日、8thシングル「Orange Moon」発売。

2018年
- 02月14日、9thシングル「yours」発売。
- 06月25日、黒川ティムが脱退。
- 09月05日、メンバープロデュース楽曲第一弾　大樹プロデュース「Candy」配信。
- 10月03日、メンバープロデュース楽曲第二弾　翼プロデュース「rewind」配信。
- 11月07日、メンバープロデュース楽曲第三弾　有希プロデュース「South Cross」配信。

2019年
- 1月1日、新メンバーオーディションを開催。
- 3月4日、新メンバーオーディションを経て、ケビン・森英寿・小川史記の3名が加入と共に「PrizmaX」から「PRIZMAX」へと改名。
- 4月17日、2ndアルバム「FRNKSTN」（フランケンスタイン）発売。収録曲「DANCE」がテレビ東京『SUPER GT+』の2019年度エンディングテーマに使用される。
- 12月29日、福本有希が卒業。

2020年
- 1月10日、解散を発表[18]。
- 3月27日、ラストライブ「PRIZMAX Live Level 0 〜FINAL〜」を日テレらんらんホールで開催[19]。新型コロナウイルス感染拡大防止のため、無観客での配信ライブとなった[19]。

## ディスコグラフィ

### シングル
| 通番           | タイトル                 | 発売日                                  | オリコン 最高位 | オリコン インディーズ最高位 | 収録曲                                               | 動画               | 規格品番                      |
| -------------- | ------------------------ | --------------------------------------- | --------------- | --------------------------- | ---------------------------------------------------- | ------------------ | ----------------------------- |
| 1              | Mysterious Eyes/GO!      | 2013年3月27日 2013年05月29日（DVD付盤） | 157位           | -                           | Mysterious Eyes GO!                                  | 踊ってみた GO!     | SDMC-0104 SDMC-0104D          |
| 2              | Ready                    | 2013年10月23日                          | 60位            | 5位                         | Ready Baby Be Mine                                   | Ready              | SDMC-0118                     |
| 3              | take me                  | 2014年3月12日                           | 14位            | -                           | take me Never Find The Way 〜卒業〜                  | take me            | SDMC-0143 SDMC-0144           |
| 4              | REBORN                   | 2014年9月10日                           | 7位             | -                           | REBORN Three Things 抱きしめて行く Sing it!          | REBORN             | SDMC-0160 SDMC-0158 SDMC-0159 |
| 冬のボーナス盤 | FANTASISTA               | 2014年12月10日                          | 45位            | -                           | FANTASISTA I want your love                          | FANTASISTA         | SDMC-0174 SDMC-0175           |
| 5              | OUR ZONE                 | 2015年5月27日                           | 14位            | 1位                         | OUR ZONE Truth Without you I believe                 | OUR ZONE           | ZXRC-1008 ZXRC-1009 ZXRC-1010 |
| 6              | Lonely summer days       | 2015年9月30日                           | 7位             | 1位                         | Lonely summer days HUG & KISS If you Just Revolution | Lonely summer days | ZXRC-1031 ZXRC-1032 ZXRC-1033 |
| 7              | UP＜UPBEAT               | 2016年4月6日                            | 4位             | -                           | UP<UPBEAT Let's prove it!! 春空 Pleasure             | UP＜UPBEAT         | ZXRC-1055 ZXRC-1056 ZXRC-1057 |
| 8              | Orange Moon              | 2017年8月30日                           | 17位            | -                           | Orange Moon Woh! カフェオレ                          | Orange Moon        | ZXRC-1118 ZXRC-1119           |
| 9              | yours                    | 2018年2月14日                           | 11位            | -                           | yours Memory Are you ready? 夢唄                     | yours              | ZXRC-1132 ZXRC-1133 ZXRC-1134 |
| 10             | 愛をクダサイ / Beginning | 2019年12月18日                          |                 | -                           | 愛をクダサイ Beginning                               | 愛をクダサイ       | ZXRC-1224 ZXRC-1225           |

### アルバム
| 通番 | タイトル  | 発売日        | オリコン 最高位 | オリコン インディーズ最高位 | 収録曲 | 動画    | 規格品番                                                         |
| ---- | --------- | ------------- | --------------- | --------------------------- | --- | ------- | ---------------------------------------------------------------- |
| 1    | Gradually | 2017年3月29日 | -               | -                           | Gradually Pleasure Sing it! Angel REBORN my girl UP＜UPBEAT Never Someday Just Revolution Mysterious Eyes ＜New Version＞ It's Love FANTASISTA Three Things                                                                      | Someday | ZXRC-2017（CD＋DVD） ZXRC-2018（CD）                             |
| 2    | FRNKSTN   | 2019年4月17日 | -               | -                           | DANCE Light The Night DADADADADADA BAD LOVE WHO Sweet Goodbye DANCE（INTL VERSION） Candy rewind South Cross I hate you 〈Blu-ray〉 LIVE TOUR「PrizmaX Nonstop」2018年12月15日(土) 東京・AiiA 2.5 Theater Tokyo [2部] ライブ映像 | DANCE   | ZXRC-2045（CD1） ZXRC-2046（CD1＋CD2） ZXRC-2047（CD1＋Blu-ray） |

### 配信限定コンテンツ
| 枚数 | 発売日        | タイトル    |
| ---- | ------------- | ----------- |
| 1    | 2018年9月5日  | Candy       |
| 2    | 2018年10月3日 | rewind      |
| 3    | 2018年11月7日 | South Cross |
| 4    | 2018年12月5日 | I hate you  |

## タイアップ
| 曲名               | タイアップ                                                                     |
| ------------------ | ------------------------------------------------------------------------------ |
| Lonely summer days | テレビ東京『トラの門スポーツ』2015年9月度エンディングテーマ                    |
| Lonely summer days | TOKYO MX『フォンデュ!』2015年10月度エンディングテーマ                          |
| Let's prove it!    | モンテディオ山形イケメン5人組「M-5」テーマソング                               |
| UP＜UPBEAT         | TX系『プレミアMelodiX!』エンディング・テーマ 他                                |
| Someday            | 日本テレビ系「採用！フリップNEWS」3月エンディングテーマ                        |
| Someday            | 日本テレビ系全国ネット                                                         |
| my girl            | テレビ東京「なないろ日和!」エンディングテーマ                                  |
| Orange Moon        | テレビ東京系「じっくり聞いタロウ〜スター近況㊙報告〜」8月度エンディングテーマ  |
| yours              | テレビ朝日系土曜ナイトドラマ「明日の君がもっと好き」主題歌                     |
| Memory             | BS朝日「テイバン・タイムズ」エンディングテーマ                                 |
| DANCE              | テレビ東京系「SUPER GT+」2019年度エンディングテーマ                            |
| 愛をクダサイ       | テレビ東京系「勇者ああああ〜ゲーム知識ゼロでもなんとなく見られるゲーム番組〜」 |

## 参加作品

### CD
- マツリルカ&アリス「ラブ・リルカ」（2005年9月28日、BMGファンハウス） - ミュージックビデオにダンサーとして参加。
- マツリルカ&アリス「HUG 〜抱きしめてください〜」（2006年1月18日、BMG JAPN） - 黒川・テイラー・冨浦がラップで参加。
- クリスタルズ「CRYSTAL CHILDREN」（2008年4月23日、avex io） - 黒川・バーンズ・森崎・清水・麻田が参加。
- クリスタルズ feat. PrizmaX「CRYSTAL CHILDREN 〜眩い未来へ〜」（2008年11月5日、avex io） - 黒川・バーンズ・森崎・清水が参加。

### 配信シングル
- クリスタルズ feat. PrizmaX「HEART OF CRYSTAL Tim＆Win ピアノバラードver.」(2008年11月5日、エイベックスエンターテイメント) - 黒川・森崎が参加。 ※ピアノ：林正樹、チェロ：結城貴弘[21]

## 出演

### テレビ番組
- 恵比寿ケチャッピュ（2013年4月8日、TOKYO MX）
- 超D.プリカスZ　(2014年7月5日-2016年6月26日、BS朝日)
- フォンデュ! (2016年3月29日、TOKYO MX)
- プレミアMelodiX! (2016年4月11日、テレビ東京系)
- 音流〜ONRYU〜 (2016年5月20日、テレビ東京)
- スター☆ドリーマーズ (2016年7月3日- 、BS朝日)
- Win's Shooow Time! (2018年11月17日- 、mntv) - レギュラー

### 配信
- notty★LIVE 7時間! (2012年3月-2013年3月 、NOTTV) - 黒川・森崎・清水が不定期に出演[22]
- 恵比寿マヨネージョ (2014年5月3日-2015年12月16日 、ameba LIVE・FRESH・YouTube)[23]
- だんぜん!!LIVE (2015年3月3日- 、ニコニコ生放送) - レギュラー
- 夜遊びキャデラック (2016年5月13日-2017年7月25日 、LINE LIVE・YouTube LIVE・FRESH)
- 横浜ウォーカーゼミ（ニコニコ生放送・FRESH・YouTube）
  - vol.70 - YouTube (2017年4月27日）- 黒川・島田[24]
  - vol.71 - YouTube（2017年5月31日）- 黒川[25]
  - vol.72 - YouTube（2017年6月23日）- 島田[26]
  - vol.73 - YouTube（2017年7月25日）- 黒川[27]
  - vol.74 - YouTube（2017年8月26日）※機材トラブルのためFRESHで録画配信[28][29]
  - vol.75 - YouTube（2017年10月27日）- 黒川[30]

### ラジオ
- EBi-Dunk!! (2016年4月7日- 、FM-FUJI) - レギュラー　毎週木曜日
- E★K radio『WINのMAXで行こう！』(2015年4月6日 - 、Fm yokohama) - 森崎ウィン　毎週月曜日

### 雑誌連載
- Shore（2015年10月創刊 - ）

## 主なライブ

### ワンマンライブ・主催イベント
- 2013年03月31日 - フリーライブ『先輩、やっとデビューですね(笑)』ライブ @ ダイバーシティ東京
- 2013年09月16日-10月27日 - 2nd single「Ready」 発売記念 『御予約大感謝祭ツアー』
- 2013年12月23日 - PrizmaXクリスマスワンマンLIVE〜10年経っても変わらない月明かり〜 @ 六本木morph-tokyo
- 2014年02月01日-03月16日 - 3rd single「take me」発売記念『PrizmaXaholic』〜PrizmaX中毒認定患者さんの集い〜
- 2014年03月08日 - PrizmaX 2nd ワンマンLIVE @ Shibuya WWW
- 2014年03月21日 - PrizmaX大阪フリーライブ in アメ村 @ 心斎橋BIG STEP 大階段B1Fスペース
- 2014年07月12日-2014年09月14日 - 4th single 発売記念『REBORNツアー〜生まれ変われる夏2014〜』
- 2014年08月16日 - REBORN LIVE @ Shibuya WWW
- 2014年09月16日 - 2nd single「Ready」御予約大感謝祭ツアー @ さいたまコクーン新都心
- 2014年12月23日 - PrizmaXクリスマスイブイブライブ〜去年の今日もmorph-tokyo(ここ)に居た〜 @ 六本木morph-tokyo
- 2014年12月24日 - 冬のボーナス盤『FANTASISTA』発売記念 Merry X’maX Live〜懐かしのリクエストアワー〜 @ タワーレコード渋谷店　B1F 「CUTUP STUDIO」
- 2015年01月09日 - 黒川ティム ワンマンショー feat. PrizmaX @ 六本木morph-tokyo
- 2015年03月28日-05月26日 - 5th single「OUR ZONE」 発売記念 『We believe』ツアー〜東を目指せ！〜
- 2015年05月06日 - ゆうつばスペシャルLIVE〜福本有希・島田翼合同生誕祭〜 @ 六本木morph-tokyo
- 2015年05月29日 - 「We believe」LIVE @ 渋谷TSUTAYAO-EAST
- 2015年07月30日 - 清水大樹 BIRTHDAY LIVE 〜さよなら23歳〜 @ 原宿アストロホール
- 2015年08月08日-09月30日 - 6th single「Lonely summer days」 リリースツアー 〜夏と君のDoo-Wop〜
- 2015年08月25日 - 森崎WIN BIRTHDAY LIVE @ 吉祥寺スターパインズカフェ(2部制)
- 2015年10月04日 - リリースツアーアフターイベント『〜夏とホリックのDoo-Wop〜』 @ タワーレコード渋谷店B1F CUTUP STUDIO
- 2015年12月05日 - PrizmaX Level 1 〜アイアシアターで会いアSHOW〜 @ AiiA 2.5 Theater Tokyo
- 2016年01月15日 - 黒川ティム BIRTHDAY LIVE 〜Beat you with music〜 - 表参道GROUND(2部制)
- 2016年01月30日-2016年04月10日 - 7th single「UP＜UPBEAT」 発売リリースツアー 〜The Super Goldest Afro〜
- 2016年03月14日 - PrizmaX Level 2 〜プリッとブリッツ！赤坂Priz〜 @ 赤坂BLITZ
- 2016年05月07日 - 福本有希（PrizmaX）BIRTHDAY BUS TOUR〜有希王子就任式編〜
- 2016年05月28日 - 島田翼(PrizmaX) birthday exhibition:Now/here @ SuperDeluxe
- 2016年07月23日 - 清水大樹 Birthday Live 〜喜ド愛楽〜 @ VUENOS
- 2016年08月20日 - PrizmaX Level3 東名阪ツアー Only summer days 〜スペトロボール〜 @ 愛知　SPADE BOX
- 2016年08月21日 - PrizmaX Level3 東名阪ツアー Only summer days 〜スペトロボール〜 @ 大阪　梅田CLUB QUATTRO
- 2016年08月27日 - PrizmaX Level3 東名阪ツアー Only summer days 〜スペトロボール〜 @ 東京　品川ステラボール
- 2016年11月20日 - PrizmaX Live Level4 いつかこの夜を思い出すだろう 〜Someday〜 @ 新木場STUDIO COAST
- 2016年12月29日 - PrizmaX ClimaX 2016 @ WOMB
- 2017年01月14日 - 黒川ティム生誕祭 Birthday chill 〜The day I took a breath〜 @ GOBLIN. DAIKANYAMA
- 2017年01月30日 - Tsubasa Shimada  「Wet Crate 001」 @ Dimension
- 2017年03月11日-2017年04月02日 - 1st ALBUM『Gradually』発売記念フリーライブツアー
- 2017年03月17日 - PrizmaX presents “EBi-Dunk!!” PREMIUM LIVE @ 新宿ReNY
- 2017年03月27日 - 4th Anniversary Live「Gradually」-1st ALBUM 全曲通します- @ WOMB
- 2017年05月21日 - 福本有希 BIRTHDAY BUS TOUR 〜有希王子退任式編　at 足柄夕日の滝〜
- 2017年05月27日 - PrizmaX advance with WHITE JAM @ 品川インターシティホール
- 2017年06月03日 - 島田翼 「birthday experiment:Now/here」 @ polygon青山
- 2017年07月21日 - PrizmaX Live Tour Level 5 「DIVE」 @ 福岡　BEAT STATION
- 2017年07月22日 - PrizmaX Live Tour Level 5 「DIVE」 @ 大阪　なんばHatch
- 2017年07月26日 - PrizmaX Live Tour Level 5 「DIVE」 @ 愛知　DIAMOND HALL
- 2017年08月09日 - PrizmaX Live Tour Level 5 「DIVE」 @ 東京　Zepp DiverCity
- 2017年07月31日-09月03日 - 8thシングル「Orange Moon」リリース記念フリーライブツアー
- 2017年08月14日、15日 - X-tra a.k.a. 清水大樹(PrizmaX) Birthday Live 〜夏のFree time〜 @ CLUB CRAWL
- 2017年09月16日、17日、10月21日 - 8thシングル「Orange Moon」アフターリリース記念フリーライブツアー
- 2017年11月26日 - PrizmaX advance with FlowBack @ 原宿クエストホール
- 2017年12月23日 - PrizmaX Live Level6 「悲しみを乗り越えて人は強くなれるだろう 〜Memory〜」@日本青年館
- 2017年12月29日-2018年02月18日 9thシングル「yours」リリース記念フリーライブツアー
- 2018年06月02日 - PrizmaX Hall Tour Level 7 〜FUSION〜 @ NHK大阪ホール
- 2018年06月16日 - PrizmaX Hall Tour Level 7 〜FUSION〜 @ 市川市文化会館 大ホール
- 2018年09月02日 - PotodamaX ～FATHOM collabo event 2018～ @ OTODAMA SEA STUDIO
- 2018年12月15日 - PrizmaX Nonstop @ AiiA 2.5 Theater Tokyo
- 2018年12月23日 - PrizmaX Nonstop @ 原宿クエストホール
- 2018年12月29日 - PrizmaX Nonstop @ 梅田クラブクアトロ（※トークイベント）
- 2019年04月06日〜04月21日 - 2nd ALBUM「FRNKSTN」リリース記念フリーライブツアー
- 2019年04月12日 - 2nd ALBUM リリース記念トークイベント ＠ 古賀政男音楽博物館けやきホール
- 2019年05月18日 - 島田翼 生誕祭 maybetrue by Tsubasa Shimada ＠ AOYAMA Zero
- 2019年07月06日 - PRIZMAX Live Level 8 〜CIRCUS〜＠ 豊洲PIT
- 2019年07月31日 - X-tra a.k.a.清水大樹 生誕祭　X-tra Birthday Live 〜清水大樹のR18 Nextra〜 @ Club Malcolm
- 2019年08月23日 - 森崎ウィン 生誕祭「“Be Free”」@ 浅草花劇場
- 2019年09月13日 - 島田 翼(PRIZMAX) 「WetCrate 002」＠AOYAMA Zero
- 2019年12月29日 - PRIZMAX Live Level 9 〜CIRCUS WINTER EDITION〜 ＠ 豊洲PIT
- 2020年3月27日 - PRIZMAX Live Level 0 〜FINAL〜 ＠ 日テレらんらんホール